# Memorial a Salomón Sack
El Memorial a Salomón Sack o también llamado Homenaje a Salomón Sack es un monumento conmemorativo dedicado a la memoria del empresario de origen judeolituano, Salomón Sack Mott (1892-1961), quien además en su labor filantrópica, fue un importante benefactor de la educación pública chilena. En la actualidad se encuentra ubicado frente al acceso principal de la Escuela de Formación de Carabineros, en la comuna chilena de Cerrillos, en Santiago. 

## Historia
El monumento surgió como una iniciativa de la Facultad de Arquitectura y Urbanismo de la Universidad de Chile (FAU), debido a los cuantiosos y generosos aportes económicos que realizó Salomón Sack para dicha universidad. Sack había realizado una primera donación para la creación de un centro de capacitación y especialización de obreros, en un contexto en el cual la educación para ese sector dentro del sistema educativo chileno era precario. Posteriormente hizo la donación de un terreno de 34 hectáreas a la universidad, donde fue edificado el Grupo Universitario de Los Cerrillos de la casa de estudios. Adicionalmente, con sus aportes económicos se pudo financiar gran parte de la construcción de las dependencias del Campus Andrés Bello de la Universidad de Chile. En 1959, la suma de los aportes monetarios de Sack a la educación ascendían a 40 millones de pesos de aquella época.
En 1962 y al cumplirse un año del fallecimiento de Salomón Sack, como parte de una serie de homenajes póstumos realizados por la Universidad de Chile en agradecimiento a su persona, debido a que en vida, se rehusó a recibir publicidad alguna por sus obras benéficas, fue erigida una estela de piedra con una inscripción alusiva a él en la plazoleta de la entrada al entonces Grupo Universitario de Los Cerrillos, establecimiento que posteriormente fue traspasado a Carabineros de Chile y convertido en academia policial, continuando su función como parte de la educación pública chilena, tal como fue el deseo de su benefactor. En 1989 fue inaugurada la Escuela de Formación de Carabineros Alguacil Mayor Juan Gómez de Almagro en dichas dependencias, dirigido a la formación educativa de los suboficiales de dicha institución.